# School’s Out (Album)
School’s Out ist das fünfte Studioalbum von Alice Cooper und bedeutete den Durchbruch für die Band, die bis dahin lediglich in den USA, dem Vereinigten Königreich und Kanada in den Charts vertreten war.

## Titelliste
1. School’s Out (Alice Cooper, Glen Buxton, Michael Bruce, Dennis Dunaway, Neal Smith) – 3:34
2. Luney Tune (Cooper, Dunaway) – 3:36
3. Gutter Cat vs. the Jets (Buxton, Dunaway, Leonard Bernstein, Stephen Sondheim) – 4:39
4. Street Fight (Cooper, Buxton, Bruce, Dunaway, Smith) – 0:55
5. Blue Turk (Cooper, Bruce) – 5:29
6. My Stars (Cooper, Bob Ezrin) – 5:46
7. Public Animal #9 (Cooper, Bruce) – 3:53
8. Alma Mater (Smith) – 3:39
9. Grande Finale (Cooper, Buxton, Bruce, Dunaway, Ezrin, Smith, Mack David, Bernstein) – 4:35

## Rezeption
Greg Prato von Allmusic vergab 4,5/5 Sternen. Er führt den Erfolg in erster Linie auf das gleichnamige Titellied zurück, das er als zeitlosen Klassiker betrachtet. Im Vergleich zu den Vorgängeralben Love It to Death und Killer, auf denen einige Hard-Rock-Klassiker zu finden waren, erscheint School’s Out als Konzeptalbum. Lieder wie Gutter Cat vs. the Jets, Street Fight, My Stars und Grand Finale seien wie kleine Epen arrangiert, obgleich Alice Cooper es bewerkstelligen konnte, ihren rauen und ungeschliffenen Stil beizubehalten.
Ben Gerson vom Rolling Stone zieht ebenfalls den Vergleich mit den Vorgängeralben und kommt zu dem Schluss, dass nicht alle Lieder auf School’s Out als Rockmusik bezeichnet werden können. Vieles sei Musik, wie sie in Broadwaystücken gespielt oder für Filmsoundtracks verwendet würde. Dennoch sei es ein anspruchsvolles Album.

### Chartplatzierungen
School’s Out war das erste Album Alice Coopers, das auch den Einstieg in die deutschen und österreichischen Charts schaffte. In Deutschland stieg es bis auf Platz 3 und hielt sich 12 Wochen in den Top 10, während es in Österreich bis auf Platz 8 kam und sich 12 Wochen in den Charts hielt. Im Vereinigten Königreich und den USA konnte ebenfalls die erste Top-10-Platzierung erreicht werden. In Kanada stieg das Album am 15. Juli 1972 auf Platz 45 ein und erreichte innerhalb eines Monats die Spitzenposition.
| ChartsChartplatzierungen       | Höchstplatzierung | Wochen/ Monate |
| ------------------------------ | ----------------- | -------------- |
| Deutschland (GfK)              | 3 (37 Wo.)        | 37 Wo.         |
| Österreich (Ö3)                | 8 (3 Mt.)         | 3 Mt.          |
| Schweiz (IFPI)                 | 83 (1 Wo.)        | 1 Wo.          |
| Vereinigte Staaten (Billboard) | 2 (32 Wo.)        | 32 Wo.         |
| Vereinigtes Königreich (OCC)   | 4 (20 Wo.)        | 20 Wo.         |

| ChartsJahrescharts (1973) | Platzierung |
| ------------------------- | ----------- |
| Deutschland (GfK)         | 30          |

### Auszeichnungen für Musikverkäufe
Das Album verkaufte sich bisher mehr als eine Million Mal und erreichte am 19. September 1990 Platin-Status.
| Land/Region               | Auszeichnungen für Musikverkäufe (Land/Region, Auszeichnung, Verkäufe) | Verkäufe  |
| ------------------------- | ---------------------------------------------------------------------- | --------- |
| Australien (ARIA)         | Gold                                                                   | 20.000    |
| Vereinigte Staaten (RIAA) | Platin                                                                 | 1.000.000 |
| Insgesamt                 | 1× Gold · 1× Platin ·                                                  | 1.020.000 |